# Pitulice verzuie
Pitulicea verzuie (Phylloscopus trochiloides) este o pasăre mică, insectivoră, migratoare din familia filoscopide (Phylloscopidae) care cuibărește din nord-estul Europei până în sud-centrul Siberiei, la sud până în sudul Chinei și nord Indiei. Iernează în Nepal, India și sud-estul Asiei. În România se întâlnește accidental. Este o pasăre de talie mică, are o lungime de 10-11,5 cm și o greutate de 6,5-10,5 g. Atinge în libertate longevitatea maximă de 6 ani. Sexele sunt asemănătoare și nu se pot diferenția după culoarea penajului. Este o pitulice de talie mică, destul de zveltă, viu colorată. Penajului deasupra este în general verde-măsliniu cu o nuanță cenușie, dar există variații mari din cauza uzurii penelor și a diferențelor între subspecii. Părțile inferioare sunt în general albe sau alb-gălbui, cu o ușoară nuanță cenușiu-închisă pe laturile pieptului și pe flancuri. Capul are un colorit distinctiv, cu sprânceana lungă, alb-gălbuie, ochii negricioși destul de mari, înconjurați de un inel ocular albicios evident, dunga de peste ochi întunecată și lată și regiunea auriculară pătată. Coada brun-închisă, cu marginile laterale verde-măslinii. Pe vârfurile tectricelor supraalare mari ale aripii se află o dungă alară transversală scurtă, dreaptă și destul de lată (în penajul neuzat) de culoare alb-gălbuie; uneori există și a doua dungă alară, gălbuie și îngustă, pe tectricele supraalare mijlocii, dar, dacă este prezentă, este adesea greu observabilă pe teren. Marginile verzi strălucitoare ale tectricelor alare și ale remigelor mediale formează o oglindă alară destul de bine conturată pe aripile strânse.

## Subspecii și distribuție
În prezent sunt recunoscute patru subspecii:
- Phylloscopus trochiloides viridanus Blyth, 1843 - pitulice verzuie vestică - cuibărește în est-centrul și nord-estul Europei, din sudul Finlandei, Statele Baltice, nordul Germaniei și nord-estul Poloniei spre est prin nordul Bielorusiei și Rusia până în vestul Siberiei (până la râul Enisei), la sud până în munții Pamir, nord-vestul Chinei (vestul regiunii autonome Xinjiang) și nord-vestul Mongoliei. Iernează în Nepal, India și Sri Lanka.

- Phylloscopus trochiloides ludlowi Whistler, 1931 - cuibărește în nordul Afganistanului, nordul Pakistanului și Cașmir, spre est în nord-vestul Himalaiei până în nordul Indiei (spre est până în Kumaon). Iernează în principal în India.

- Phylloscopus trochiloides trochiloides (Sundevall, 1837) - pitulice verzuie estică - subspecia nominată - cuibărește în centrul și estul Himalaiei, din nord-vestul Indiei (Punjab) spre est până în sudul și centrul Chinei (sud-estul Regiunii Autonome Tibet și spre est până în estul și sudul provinciei Sichuan și nord-vestul provinciei Yunnan). Iernează în nord-estul Indiei (nordul munților Gații de Est, sudul Assamului), Bangladeș, sudul Chinei (sudul provinciei Yunnan), Myanmar, vestul și nordul Tailandei, nordul Laosului, nordul Vietnamului (în Tonkin) și Insulele Andaman.

- Phylloscopus trochiloides obscuratus Stresemann, 1929 - pitulice verzuie ternă - cuibărește în centrul Chinei (estul provinciei Qinghai și estul și sudul Regiunii Autonome Tibet, spre est până în Gansu și Sichuan). Iernează în sudul Chinei (în sud-vestul provinciei Yunnan și în Hainan), Myanmar, nord-vestul Tailandei și nordul Indochinei.

În trecut această specie includea pitulicea de ienupăr (Phylloscopus nitidus) și pitulicea verzuie siberiană (Phylloscopus plumbeitarsus) ca subspecii (Phylloscopus trochiloides nitidus și Phylloscopus trochiloides plumbeitarsus respectiv).

## Recunoașterea în teren

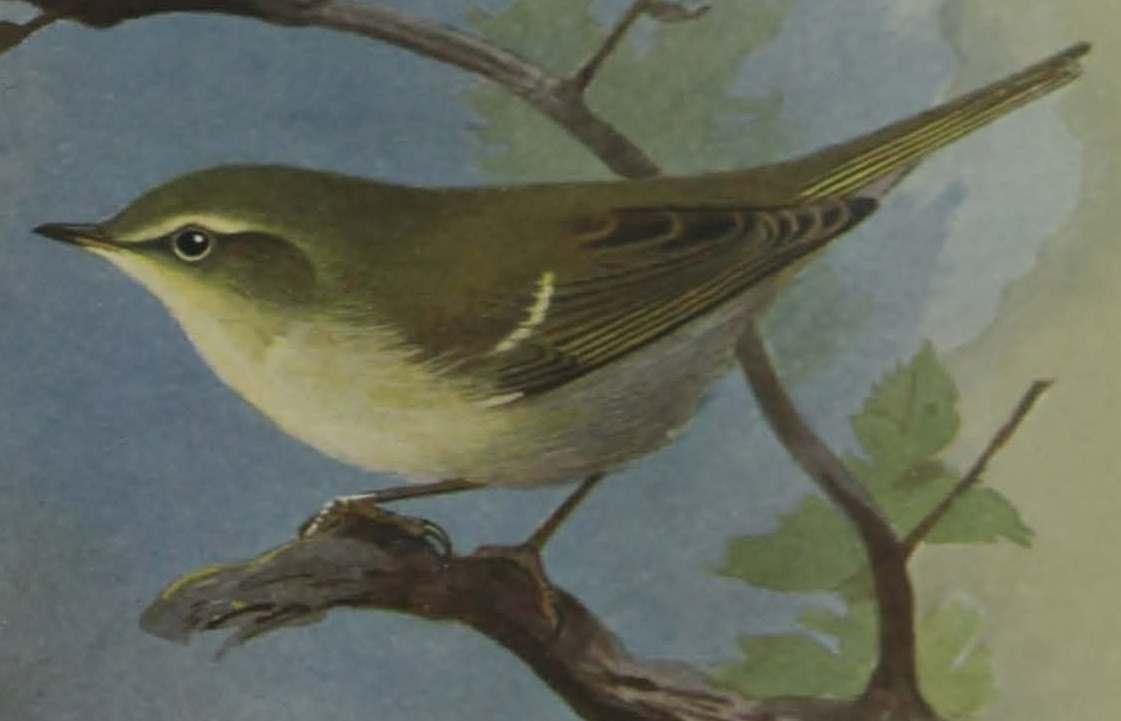
Pitulicea verzuie vestică (Phylloscopus trochiloides viridanus) după Archibald Thorburn (1915).

Pitulicea verzuie are o lungime de 10 cm. Este puțin mai mică decât pitulicea fluierătoare (Phylloscopus trochilus). Este o pitulice de talie mică, viu colorată, asemănătoare cu pitulicea mică (Phylloscopus collybita) ca mărime și înfățișare; are coada și aripile destul de scurte, având un aspect destul de zvelt, îndesat și mic.
Mai tot timpul este destul de activă și în continuă mișcare, adesea se mută de pe o creangă pe alta, se mișcă foarte rapid prin coronament și din când în când planează pentru puțin timp. Frecvent își flutură coada și fâlfâie din aripi când se mișcă. Are obiceiul de ași zbârli penele de pe creștet atunci când este agitată, inclusiv când cântă. Vibrează aripile semi-deschise în timp ce cântă în coroana copacului. Strigătul, când este însușit, este util în identificare.
Pitulicea verzuie este destul de deschisă la culoare, cu un colorit viu, și nu are niciodată o nuanță atât de închisă ca cea întâlnită la multe alte pitulici mici. Părțile superioare au o culoare destul de deschisă verde-cenușie (sau măsliniu-cenușie), inclusiv marginile penelor aripii, dar o există variații mari din cauza uzurii penelor și a diferențelor între subspecii. Părțile inferioare sunt albicioase (sau alb-spălăcite) cu o ușoară nuanță galbenă, de obicei uniformă pe toată partea inferioară, dar bărbia, gâtlejul și centrul pieptului sunt adesea mai palide; pe laturile pieptului, mai puțin pe flancuri, are o ușoară nuanță cenușiu-închisă. Pe teren mai mulți indivizi par mai mult sau mai puțin albicioși dedesubt, nuanța slabă galbenă fiind greu de deslușit.
Capul are un colorit distinctiv, cu sprânceana lungă, alb-gălbuie, ochii negricioși destul de mari, înconjurați de un inel orbital albicios evident, dunga de peste ochi este întunecată și lată și regiunea auriculară pătată. Pentru subspecia viridanus din vestul arealului două caracteristici sunt mai importante: sprânceana lungă și distinctă, alb-gălbuie, care se întinde de pe frunte până la laturile cefei, și o singură dungă alară, scurtă, îngustă și albicioasă. Sprânceana nu se termină deasupra lorului, ca la pitulicea arctică (Phylloscopus borealis), dar se extinde difuz până la nări sau chiar în jurul frunții. Dungă oculară ce trece peste ochi este de culoare închisă, verde-cenușie, iar sub sprânceană este mai puțin vizibilă (față de  pitulicea arctică), mai ales în fața ochiului, iar la unii indivizi ai subspeciei viridanus dunga oculară este abia vizibilă.
Aripile au obișnuit o singură dungă alară transversală scurtă, dreaptă și destul de lată (în penajul neuzat), de culoare alb-gălbuie pe vârfurile supraalarelor mari; această dungă palidă se evidențiază variabil, niciodată nu este foarte lungă și distinctă, adesea este destul de subțire și limitată la câteva supraalare mari centrale, și astfel nu ajunge niciodată la marginea aripii sau la remigele terțiare. Însă, alte subspecii ale pitulicii verzui din Asia au o dungă alară mai vădită pe supraalare mari și mai rar o a doua dungă alară rudimentară, gălbuie și îngustă, pe supraalarele mijlocii (la subspecia viridanus aceasta apare excepțional). Dacă a doua dungă alară este prezentă, ea este adesea greu observabilă pe teren.
Remigele terțiare sunt în mare parte uniform verde-cenușii, fără culoarea palidă contrastantă de pe marginile laterale ale lor întâlnită la pitulicea cu sprânceană galbenă (Phylloscopus inornatus) și la pitulice de Himalaia (Phylloscopus humei). Marginile verzi strălucitoare ale tectricelor alare și ale remigelor mediale formează o oglindă alară destul de bine conturată pe aripile strânse. Proiecția remigelor primare este destul de scurtă. Coada este scurtă de formă pătrată.
Ciocul are vârful ascuțit, mai lat decât la pitulice mică (Phylloscopus collybita), dar mai mic față de cel al pitulicii arctice (Phylloscopus borealis) și al pitulicii de ienupăr (Phylloscopus nitidus); baza gălbuie a ciocului se întinde până la mandibulă inferioară. Picioarele destul de mici au o culoare întunecată, brun-cenușie moderată până la brun-cenușie închisă.

## Descrierea

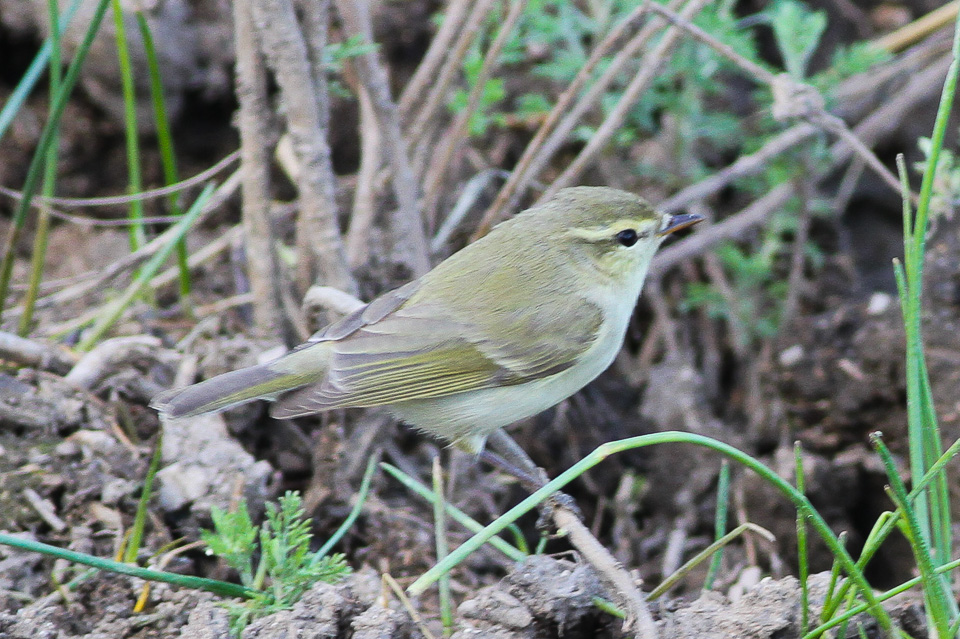
Pitulicea verzuie în Kazahstan

Pitulicea verzuie este o pitulice destul de zveltă, asemănătoare cu pitulicea mică (Phylloscopus collybita) ca mărime și înfățișare. Este viu colorată deasupra cu verde-măsliniu cu o nuanță cenușie, dedesubt este albă sau alb-gălbuie, are sprâncenele lungi, care de obicei se întâlnesc pe frunte una cu alta deasupra ciocului. Există variații mari a coloritului din cauza uzurii penelor și a diferențelor între subspecii Este o pitulice de talie mică, are o lungime de 10-11,5 cm și o greutate de 6,5-10,5 g. Sexele sunt asemănătoare după penaj. De obicei există diferențe mici a penajului legate de vârstă numai în primul an.
Adultul în penajul nupțial (subspecia viridanus) are penajul proaspăt, părțile superioare sunt verde-măslinii cu o nuanță cenușie, inclusiv pe marginile penelor aripii. Creștetul este închis, verde-măsliniu.
Capul are un colorit distinctiv. Sprânceana este clar vizibilă, are o culoare alb-gălbuie. Ea este destul de lungă și lată, ajungând în partea posterioară a regiunii auriculare, până la laturile cefei, și adesea se curbează ușor în sus la capătul său posterior. Sprânceana nu se termină deasupra lorului, dar se extinde difuz până la nări sau chiar în jurul frunții; de obicei sprâncenele se întâlnesc anterior una cu alta deasupra ciocului. Ochii sunt negricioși și destul de mari și sunt înconjurați de un inel orbital îngust și albicios evident, el este de obicei vizibil ca o semilună oculară inferioră albă. Dunga de peste ochi (dungă oculară) este lată și lungă și se întinde până la regiunea auriculară, ea are o culoare închisă, verde-cenușie sau măsliniu-închise, sub sprânceană este mai puțin vizibilă, mai ales în fața ochiului, iar la unii indivizi dunga oculară este abia vizibilă. Lorul (lorum) și dunga de peste ochi măsliniu-închise contrastează cu inelul orbital albicios. Obrajii și regiunea auriculară sunt spălăcite, galben-albicioase, cu pete întunecate, măsliniu-închise, însă există o porțiune nepătată de culoare deschisă chiar sub ochi.

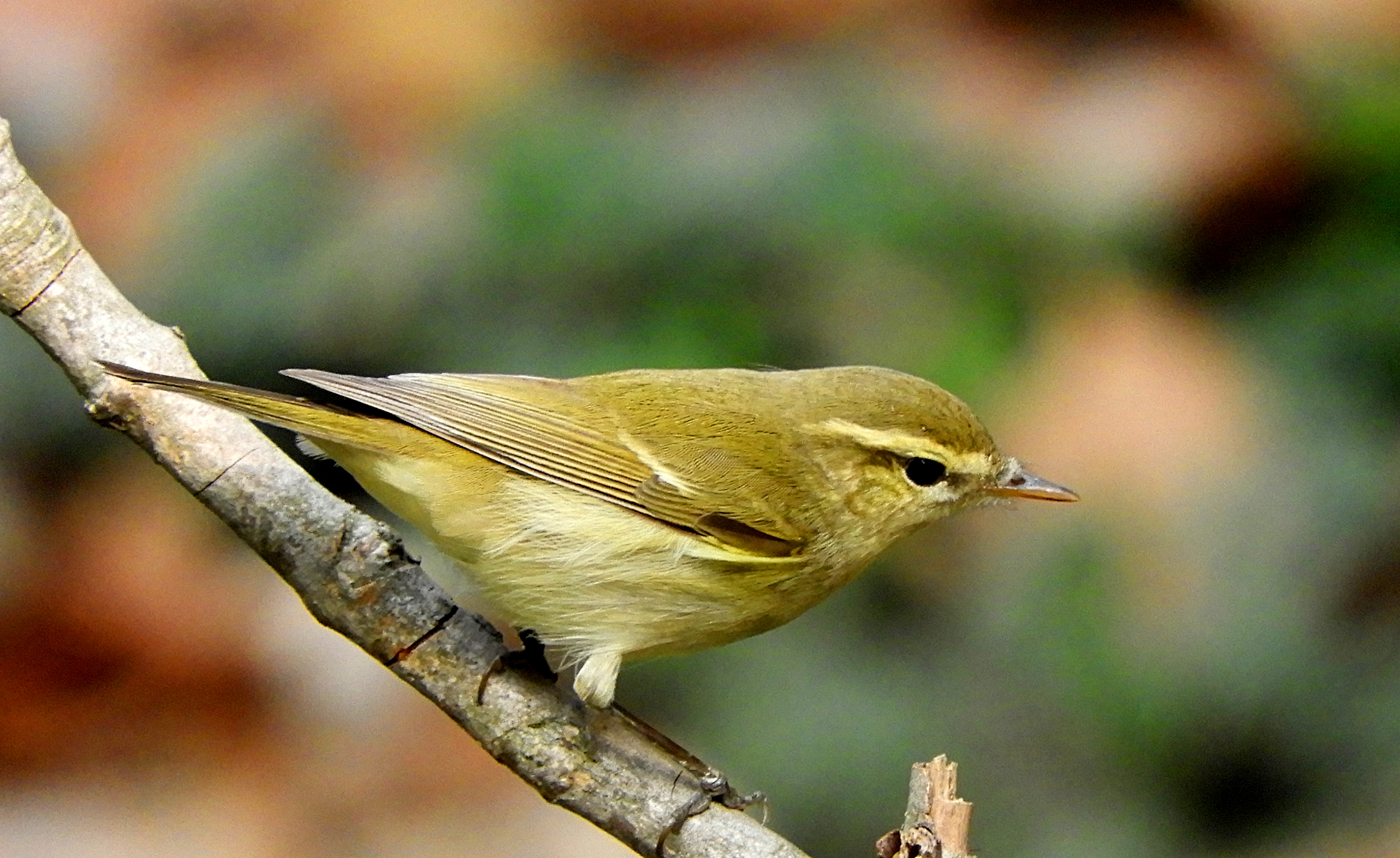
Pitulicea verzuie în India

Părțile inferioare sunt în general albicioase (alb-murdare), adesea cu o ușoară nuanță gălbuie, uneori destul de clară, aceasta nuanță este de obicei uniformă pe toată partea inferioară, deși bărbia, gâtlejul și centrul pieptului sunt adesea mai palide; pe teren mulți indivizi par mai mult sau mai puțin albicioși dedesubt, nuanța galbenă slabă fiind greu de deslușit. Laturile pieptului, mai puțin flancurile au o tentă ușoară cenușiu-închisă; regiunea anală și tectricele subcodale spălăcite, albicioase, uneori alb-gălbui.
Coada este scurtă, de formă pătrată, și are o culoare brun-închisă, cu marginile laterale verde-măslinii strălucitoare, vârfurile și steagurile interne ale primelor trei sau patru rectrice laterale sunt tivite îngust pe margini cu alb-bruniu sau ocru-alburiu.

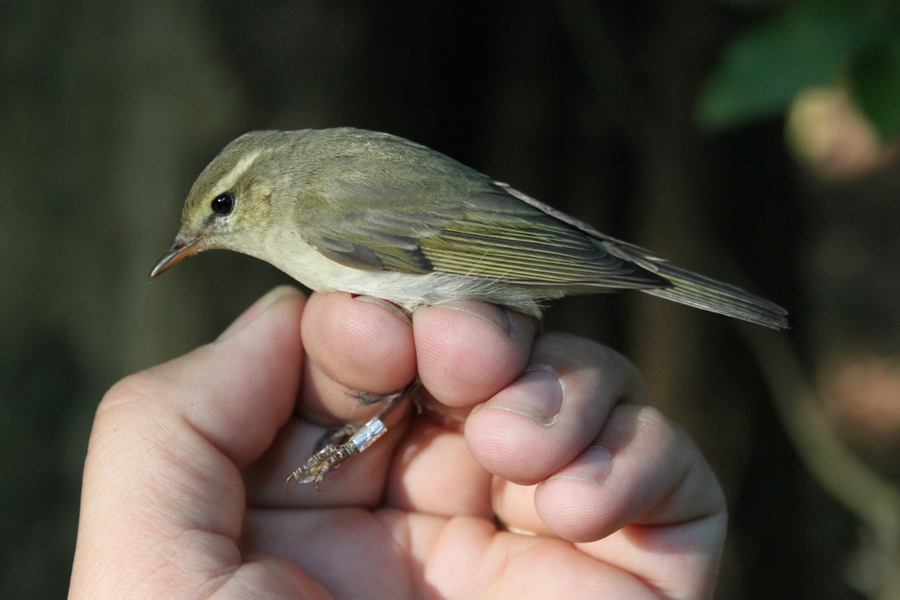
Pitulicea verzuie inelată în iunie în munţii Jeseniky, Republica Cehă

Aripile sunt brun-închise cu o singură dungă alară transversală scurtă, alb-gălbuie, pe vârfurile supraalarelor mari, uneori există și a doua dungă alară mică, abia vizibilă, pe vârfurile supraalarelor mijlocii. Remigele aripilor, alula și tectricele primare sunt brun-închise și sunt tivite îngust pe marginile laterale cu verde-măsliniu strălucitor. În penajul proaspăt remigele primare interne și mijlocii au vârfurile înguste albicioase. Remigele terțiare sunt în mare parte uniform verde-cenușii, fără culoarea palidă contrastantă de pe marginile laterale. Marginile verzi strălucitoare ale tectricelor alare și ale remigelor mediale formează o oglindă alară bine conturată pe aripile strânse. Proiecția remigelor primare este destul de scurtă. Tectricele supraalare mici sunt brun-închise, tivite pe margini cu verde-măsliniu strălucitor. Tectricele supraalare mari sunt brun-închise, tivite pe marginile steagului extern cu verde-măsliniu, primele patru-șase tectrice au vârfurile steagului extern albicioase sau alb-gălbui și formează o dungă alară transversală dreaptă, scurtă și destul de lată, de culoare alb-gălbuie sau albicioasă, clar vizibilă în penajul neuzat. Dungă alară de pe vârfurile supraalarelor mari se evidențiază variabil, niciodată nu este foarte lungă și distinctă, adesea este destul de subțire și limitată la câteva supraalare mari centrale, și prin urmare nu ajunge niciodată la marginea aripii sau la remigele terțiare. Tectricele supraalare mijlocii sunt brun-închise, de obicei tivite pe vârfuri cu verde-măsliniu, dar uneori au vârfurile înguste alb-gălbui, care formează o dungă alară transversală gălbuie mică și îngustă, abia vizibilă și greu observabilă pe teren. Tectricele subalare galben-deschise sau alb-gălbui.
Ciocul este mare, cu vârful ascuțit și baza lată. Mandibula superioară de culoare închisă, brun-cornie, cu marginea tăioasă cărnos-deschisă sau galbenă; mandibula inferioară mai deschisă, cărnos-deschisă sau galbenă, de obicei cu vârful întunecat, baza mandibulei inferioare este gălbuie. Picioarele au o culoare închisă, brun-moderată, cenușie sau brun-cenușie. Irisul este brun-închis.

### Vârsta

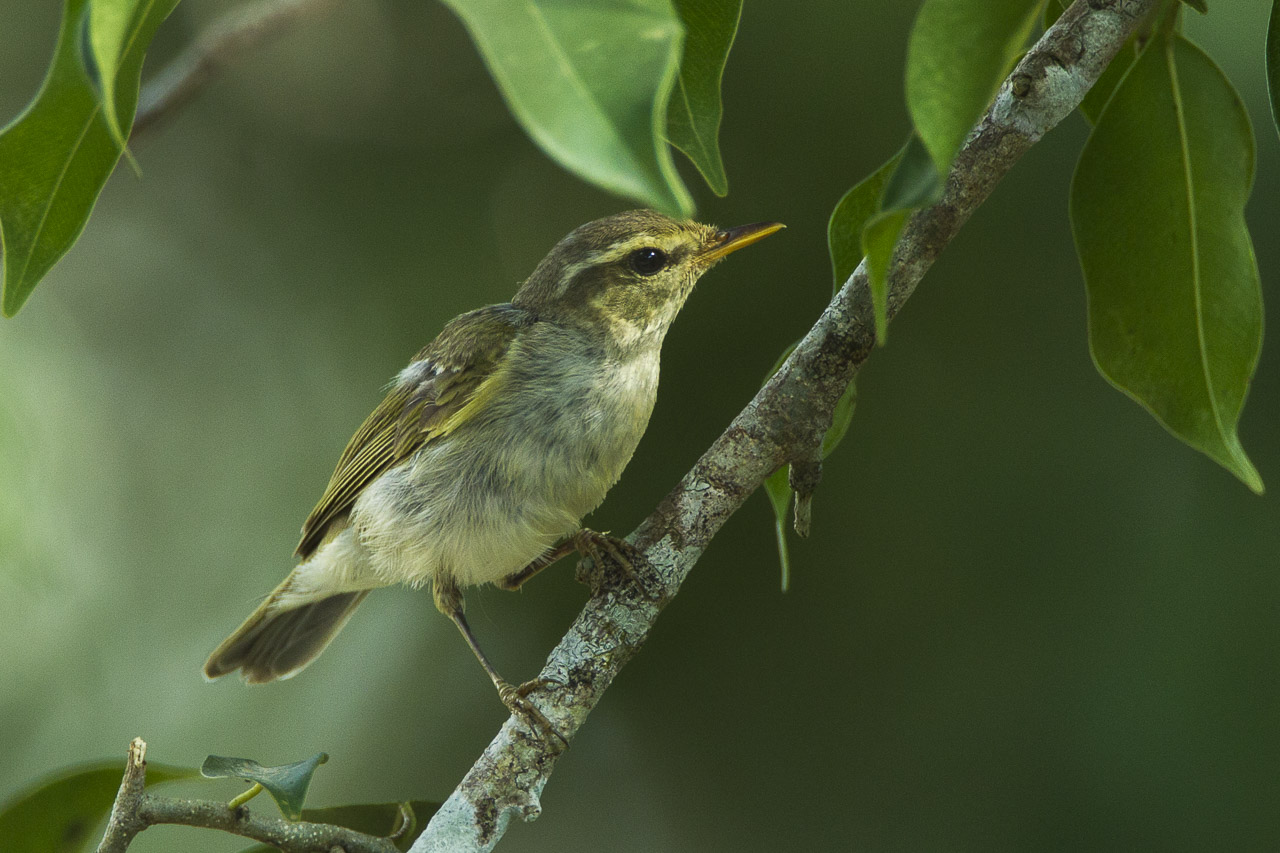
Pitulicea verzuie în Tailanda

Adultul în penajul uzat (iunie-iulie). Părțile superioare au o nuanță distinctă cenușiu-brunie. Părțile inferioare sunt mai mult alb-cenușii, nuanța galbenă din penajul nupțial este redusă sau absentă, adesea coloritul cenușiu de pe laturile pieptului sau de pe flancuri este absent. Dungile de pe aripă sunt erodate și mult reduse, cea anterioară de pe vârfurile supraalarelor mijlocii este întotdeauna absentă, cea posterioară de pe vârfurile supraalarelor mari este mai puțin evidentă. Rectricele cozii și remigele aripilor sunt brun-deschise și erodate.
Adultul în penajul postnupțial (la sfârșitul verii și toamna) seamănă cu adultul în penajul nupțial, dar remigele aripilor și rectricele cozii păstrate de la penajul nupțial sunt foarte erodate și decolorate, brun-deschise. Dunga alară de pe tectricele supraalare mari este de obicei vizibilă, aproape albă, dar foarte redusă și uneori absentă pe una sau ambele aripi. Remigele terțiare mediale impare sunt uneori năpârlite și proaspete.
Juvenilul este asemănător ca adultul sau cu pasărea în prima iarnă, dar părțile superioare sunt mai brunii, mai puțin verzui. Nuanța verde-cenușie este achiziționată la năpârlirea post-juvenilă. Rectricele cozii și remigele aripilor sunt proaspete și neuzate. Textura penelor este rarefiată și pufoasă.
Imaturul în prima iarnă se aseamănă cu adultul, dar părțile superioare sunt verzi mai strălucitoare, mai puțin cenușii decât la adultul în penajul uzat. Rectricele cozii și remigele aripilor sunt relativ neuzate. Dunga de pe aripă este gălbuie, în general mai evidentă decât la adult înainte de năpârlirea prenupțială. Penajul în prima iarnă este proaspăt, inclusiv vârfurile remigelor primare și rectricele.

### Date biometrice

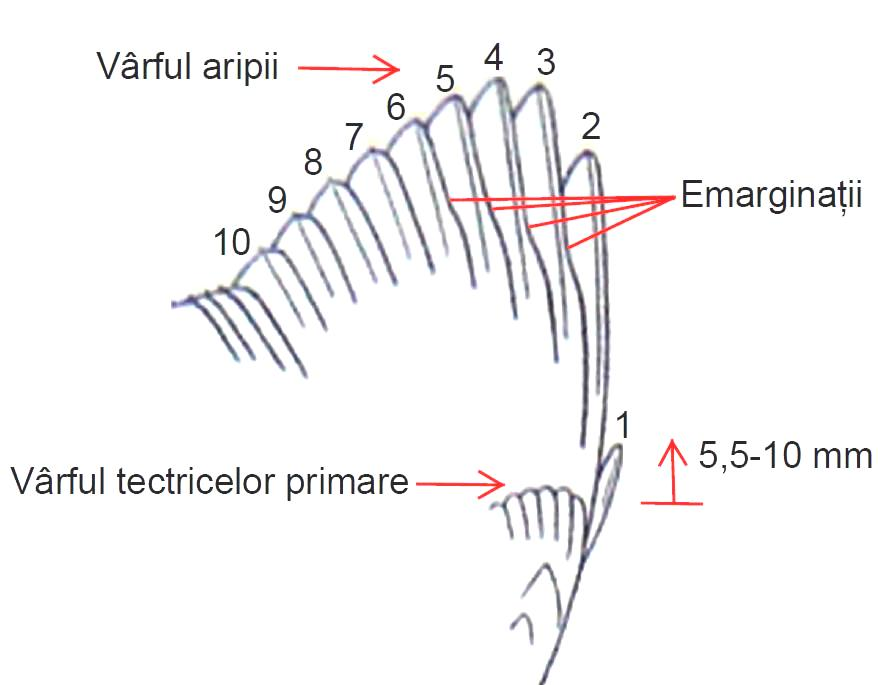
Formula alară (subspecia viridanus). Cifrele indică remigele primare, după Lars Svensson.

Pentru subspecia viridanus datele biometrice sunt următoarele:
Lungimea totală 10-11,5 cm. Lungimea aripii ♂ 61-66,5 mm (în medie 63,7), ♀ 57-62 mm (în medie 59,0). Lungimea cozii ♂ 42-51 mm (în medie 47,9), ♀ 40-47 mm (în medie 43,8). Lungimea cozii/Lungimea aripii - în medie 74,8%. Lungimea ciocului 11,5-13,3 mm (în medie 12,2). Înălțimea ciocului 2,4-3,0 mm (în medie 2.7). Lățimea ciocului 3,3-4,1 mm (în medie 3,7). Lungimea tarsului 17,2-19,6 mm (în medie 18,3).
Formula alară la subspecia viridanus: prima remige primară depășește vârful tectricelor primare cu 5,5-10 mm și este mai mică decât a 2-a remige primară cu 21,5-27 mm. A 2-a remige primară este mai mică decât vârful aripii cu 6-9,5 mm, și este egală cu a 7-a/8-a remige primară sau cu a 7-a (în 81%), sau egală cu a 6-a/7-a (în 12%) sau cu a 8-a sau cu a 8-a/9-a (în 7%). Remigele primare 3-5 sunt aproximativ egale și cele mai lungi și formează vârful aripii. A 6-a remige primară este mai mică decât vârful aripii cu 1,5-4 mm. A 7-a remige primară este mai mică decât vârful aripii cu 5-8 mm. A 10-a remige primară este mai mică decât vârful aripii cu 10-14 mm. Prima remige secundară este mai mică decât vârful aripii cu 12-15,5 mm. Pe steagul extern al remigelor primare 3-6 există emarginații (scobituri). Emarginațiile de pe remigele primare 3-5  sunt evidente, emarginația de pe a 6-a remige primară este slab dezvoltată.
Dementiev dă următoarele date: Prima remige primară depășește vârful tectricelor primare cu 7-12 mm. A 2-a remige primară, între 7-a și a 8-a, egală cu a 7-a sau a 8-a și rareori între 6-a și a 7-a sau între a 8-a și a 9-a. Lungimea corpului ♂ 102-130 mm (în medie 118), ♀ 115-122 mm (în medie 117). Anvergura aripii ♂ 170-195 mm (în medie 184,8), ♀ 175-185 mm (în medie 179,8). Lungimea aripii ♂ 55,0-67,5 mm (în medie 60,4), ♀ 54-61,5 mm (în medie 58,7). Lungimea cozii ♂ 44-53,2 mm (în medie 50,2), ♀ 47-46,8 mm (în medie 44,3 mm). Lungimea tarsului 17,5-18,5 mm. Lungimea ciocului 12,5-13,5 mm. Greutatea ♂  6,5-8,5 g (în medie 7,26) g, ♂ 7 g.

### Subspecii
Subspecia europeană Phylloscopus trochiloides viridanus, descrisă mai sus, este verde-cenușie deasupra cu o ușoară nuanță brunie la păsările cu penajul uzat. Penajul este în general destul de deschis la culoare, părțile inferioare sunt albicioase, cu o nuanță galben-deschisă de intensitate variabilă și doar cu o nuanță restrânsă cenușie pe părțile laterale la unii indivizi. Sprâncenele se întâlnesc pe frunte, sau cel puțin ajung la nări. Dunga de peste ochi este variabilă, dar adesea relativ slab dezvoltată, dând feței o expresie ușor spălăcită în comparație cu celelalte subspecii ale pitulicii verzui. Singura dungă de pe aripă (foarte rar o urmă a celei de-a doua dungi) este adesea îngustă și abia vizibilă, ea se îngustează difuz la ambele capete, fiind de obicei limitată la cele 3-5 supraalare centrale mari; poate lipsi complet la păsările adulte în penajul uzat. Mandibula inferioară este brun-gălbuie cu vârful întunecat, acestă culoare este adesea evidentă, dar poate fi greu de sesizat. Picioarele sunt adesea destul de întunecate, cenușiu-brunii. În comparație cu subspecia nominată, supspecia viridanus este verde mai deschisă (cu o nuanță cenușie) pe părțile superioare, creștetul nu este atât de întunecat, rareori are o dungă pe supraalarele mijlocii, dunga alară de pe supraalarele mari este adesea absentă în penajul uzat, are o nuanță mai puțin cenușie pe părțile inferioare, baza ciocului este mai deschisă la culoare.
Subspecia Phylloscopus trochiloides ludlowi (cuibărește în vestul Himalaiei) se deosebește puțin de Phylloscopus trochiloides viridanus, dar este puțin mai mare și părțile superioare sunt un pic mai cenușii, mai puțin verde, cu o nuanță închisă cenușiu-măslinie pe piept și flancuri. Este mai palidă și mai cenușiu-deschisă deasupra, mai albă pe sprânceană și puțin mai mare decât subspecia nominată, dar formula alară este destul de asemănătoare.
Subspecia nominată Phylloscopus trochiloides trochiloides (cuibărește în Himalaia și centrul Chinei) este cea mai întunecată dintre subspecii, ea are părțile superioare de culoare verde închisă sau brun-măslinie, mai ales pe creștet,  părțile inferioare sunt spălăcite, albe sau cenușii, cu o nuanță pronunțată cenușiu-măslinie; pe laturile pieptului și flancuri o ușoară nuanță cenușie mai închisă. Dungă alară de pe supraalarele mari este distinctă și lungă. Uneori are a doua dungă alară redusă pe tectricele supraalare mijlocii, mai des decât Phylloscopus trochiloides viridanus. Ciocul de obicei este complet întunecat, aproape negru, cu excepția bazei gălbui sau portocalii a mandibulei inferioare. Aripa și coada sunt în medie mai lungi.
Phylloscopus trochiloides obscuratus (cuibărește în munții din sud-centrul Chinei) este asemănătoare cu subspecia nominată, dar este un pic mai palidă, mai strălucitoare și mai verzuie deasupra și pe marginile remigelor aripilor și rectricelor cozii, și are creștetul mai închis la culoare. Sprânceana este în medie mai albă. De multe ori are două dungi alare dezvoltate, dungă alară de pe supraalarele mari este evidentă, iar cea de pe vârfurile supraalarelor mijlocii este mai mică, gălbuie.

## Specii asemănătoare

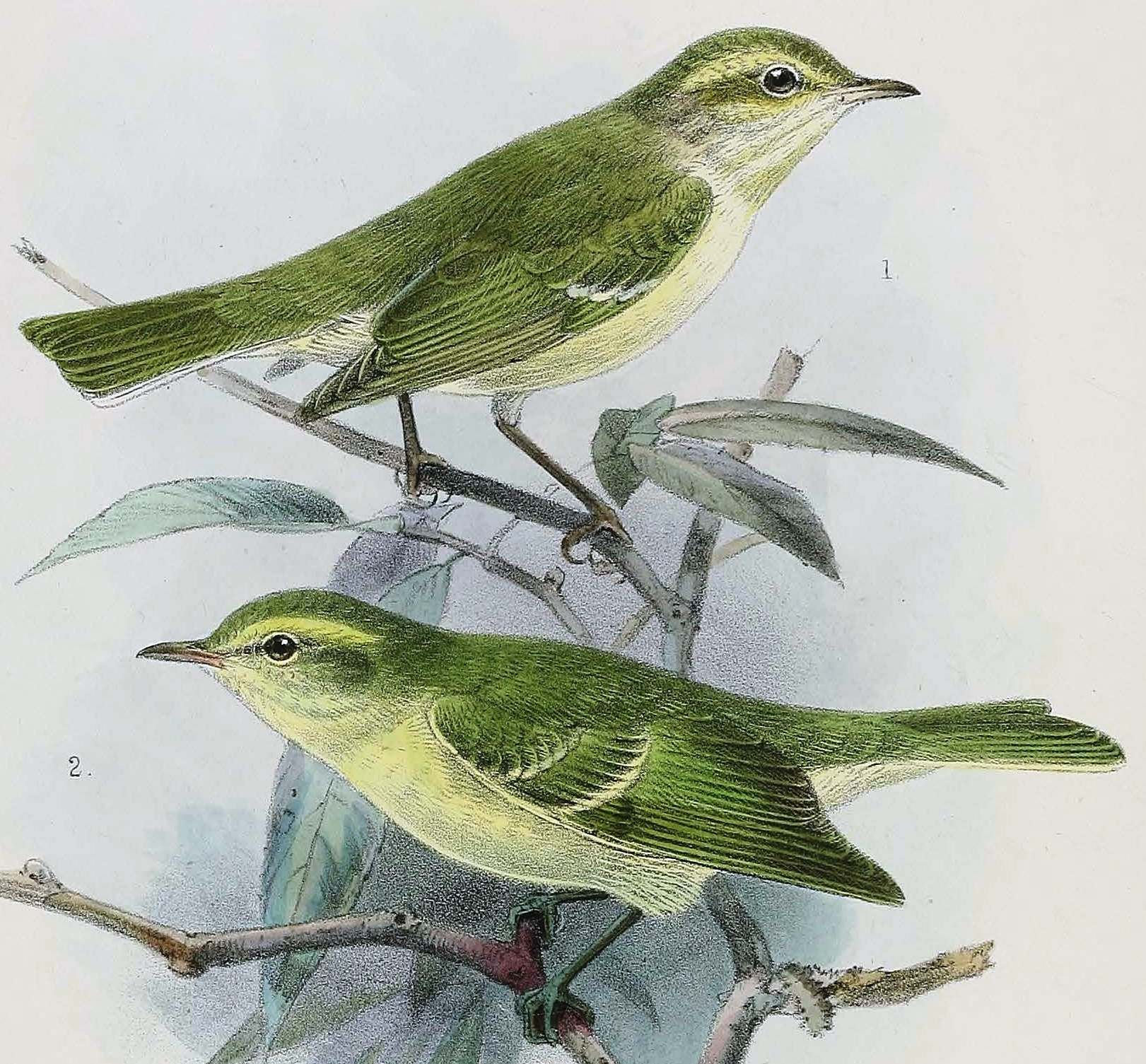
Sus - pitulicea verzuie vestică (Phylloscopus trochiloides viridanus). Jos - pitulicea de ienupăr (Phylloscopus nitidus) după Dresser (1895-1896).

Prin formă și comportament se aseamănă cu pitulicea mică (Phylloscopus collybita), dar se deosebește cu ușurință de această specie prin prezența unei dungi alare evidente de culoare albă, sprâncenei bine conturate mult mai late și mai lungi, dungii oculare (dunga de peste ochi) mai întunecate și mai late și mandibulei inferioare mai deschise la culoare. Însă păsările în penajul uzat sunt mai cenușii deasupra și dunga alară este mult redusă, chiar absentă.
Astfel de indivizi pot fi confundați cu pitulicea mică siberiană (Phylloscopus tristis), care are vârfurile supraalarelor mari de culoare difuză deschisă (probabil la păsările din prima iarnă de viață), care, în unele refracții ale luminii, pot apărea ca o dungă alară. Totuși, dunga alară nu este niciodată conturată atât de clar așa cum este cea a pitulicii verzui și este de obicei mai lungă, și cuprinde toate vârfurile supraalarelor mari, nu doar cele patru, cinci sau șase laterale; proeminența acestei dungi este în mare măsură dependentă de unghiul de vizualizare și / sau de condițiile de iluminare deoarece vârfurile palide sunt de culoare ternă alb-cenușie și sunt refractive în jurul lor. Sprânceana este spălăcită, subțire și destul de scurtă; inelul orbital palid este destul de evident sub ochi, deoarece regiunea auriculară este distinctă; ciocul este delicat și întunecat. Pitulicea verzuie, prin comparație, are o sprânceană bine conturată, alb-gălbuie, care este mai lată și mai lungă și adesea arcuită deasupra ochiului; dunga întunecată de peste ochi este mai lată, iar regiunea auriculară gălbuie este pătată cu măsliniu cu marginea inferioară mai închisă; mandibula inferioară este tipic palidă cu vârful neîntunecat.
Pitulicea arctică (Phylloscopus borealis) este o pitulice mare și corpolentă în comparație cu pitulicea verzuie. Capul pare proporțional mare, cu ciocul mare și cu baza lată (mare pentru o pitulice), iar mandibula inferioară are în mod normal vârful întunecat. La pitulicea verzuie conformația corpului este mai asemănătoare cu cea a pitulicii mici (Phylloscopus collybita), cu ciocul mai mic și capul bine proporționat. Proiecția remigelor primare este mai scurtă, de la două treimi până la trei pătrimi din lungimea remigelor terțiare vizibile, în timp ce la pitulicea arctică proiecția primarelor este egală cu lungimea terțiarelor vizibile. Pitulicea arctică are coloritul capului mai intens, mai viu; sprânceana este în general mai îngustă, dar mai lungă decât cea a pitulicii verzui și se termina brusc în fața nării. Dunga întunecată de peste ochi este lată, iar regiunea auriculară este puternic pătată cu marginea mai întunecată. La pitulicea verzuie, sprânceana este mai lată, dar mai scurtă, terminându-se în spatele regiunii auriculare și se întâlnește cu cea sprânceana opusă deasupra bazei ciocului. Dunga întunecată de peste ochi este mai puțin lată, iar regiunea auriculară este mai palidă și mai puțin pătată cu marginea slab conturată. Pitulicea arctică adesea are o a doua dungă alară albă pe supraalarele mijlocii. Pitulicea verzuie rareori are această dungă, cu excepția subspeciei Phylloscopus trochiloides plumbeitarsus, care are două dungi destul de clare pe aripă. Nuanța penajului la aceste două specii este destul de variabilă, dar există multe coincidențe. Totuși, pitulicea arctică este în general mai verzuie deasupra, aceasta depinde de uzura penajului și de subspecii. Laturile pieptului și flancurile sunt mai cenușii și adesea ușor striate. Pitulicea verzuie este mai uniform colorată, mai puțin nuanțată pe piept și pe flancuri.
Parțial simpatrică pitulicea cu picioare palide (Phylloscopus tenellipes) este în general mai închisă la culoare decât pitulicea verzuie, și are părțile superioare măsliniu-brunii (fără nuanță verde); târtița brun-roșcată și creștetul întunecat, brun-fuliginos, ambele contrastează cu mantaua, remigele scapulare și spatele măsliniu-brunii. Dunga alară dublă este de obicei evidentă, dar în penajul foarte uzat dunga superioară poate fi absentă. Părțile inferioare ale pitulicii cu picioare palide spre deosebire de cele ale pitulicii verzui au flancurile ocru-brune și tectricele subcodale ocru-deschise.
Pitulicea cu cioc mare (Phylloscopus magnirostris) se aseamănă cu pitulicea verzuie, mai ales cu subspecia nominată Phylloscopus trochiloides trochiloides, dar este mai mare (asemenea pitulicii arctice cu care se aseamănă foarte mult). Ea are ciocul mai lung și gros și o oglindă alară distinctă verde strălucitoare care se deosebește clar de penajul înconjurător întunecat. Sprânceana este destul de lungă și mai vădită decât la pitulicea verzuie, iar obrajii sunt mai galbeni și dunga de peste ochi mai întunecată și mai lată. Părțile inferioare au flancurile mai întunecate, mai cenușii. Mandibula inferioară este negricioasă în întregime.
Pitulicea lui Tytler (Phylloscopus tytleri) are un colorit asemănător cu al pitulicii verzui, dar de obicei se distinge ușor prin absența dungilor de pe aripă. Dar în penajul uzat și pitulicea verzuie nu are dungi pe aripă. Pitulicea lui Tytler are ciocul lung, subțire, ușor curbat în jos și în întregime întunecat, asemănător cu cel al ochiuboului (Troglodytes troglodytes) sau al păsării croitor (Orthotomus sutorius). Coada pare mai scurtă decât cea a pitulicii verzui, datorită proiecției mai lungi a remigelor primare.
Pitulicea de Himalaia (Phylloscopus humei) și pitulicea cu sprânceană galbenă (Phylloscopus inornatus) în penaj foarte uzat pot fi confundate cu pitulicea verzuie de către cei neexperimentați. Însă ambele specii au de regulă remigele terțiare cu margini albe, tectricele alare și remigele terțiare au porțiunile centrale întunecate (mai întunecate decât restul părților superioare) și ciocul complet negricios. În schimb, pitulicea verzuie are marginile remigelor terțiare verzui (ca și restul părților superioare), porțiunile centrale întunecate ale tectricelor alare și remigelor terțiare mai puțin contrastante, și mandibula inferioară predominant palidă.
Pitulicea fluierătoare (Phylloscopus trochilus) este mai lungă și puțin mai mare decât pitulicea verzuie, și după înfățișare seamănă mai mult cu pitulice mică (Phylloscopus collybita). Coloritul capului este cu mult mai puțin pronunțat, cu sprânceana relativ îngustă, discretă, regiunea auriculară slab conturată, fără margine întunecată distinctivă și dunga întunecată de peste ochi vagă. Pitulicea fluierătoare nu are o dungă albicioasă pe aripi, dar și la pitulicea verzuie în penajul foarte uzat ea poate lipsi. Este necesară o oarecare prudență la sfârșitul verii sau toamna, când păsările au penajul foarte uzat. Înfățișarea destul de ternă, cenușie a pitulicii verzui poate duce la confuzie cu pitulicea fluierătoare. Însă la pitulicea verzuie năpârlesc toamna numai tectricele, ceea ce înseamnă că ea are penele aripilor și cozii foarte uzate. Pitulicea fluierătoare, pe de altă parte, năpârlește complet la sfârșitul verii și are rectricele cozii și remigele aripilor foarte proaspete și neerodate. Pitulicea verzuie este, în general, mai activă și mai neastâmpărată, fâlfâie neîncetat din aripi și uneori își flutură coada mișcând-o nervos în jos.
Pitulice verzuie siberiană (Phylloscopus plumbeitarsus) (cuibărește în centrul și estul Siberiei) este asemănătoare cu subspecia Phylloscopus trochiloides viridanus, dar dunga alară de pe tectricele supraalare mari este mai mare (are o lățime de 2-3 mm în penajul proaspăt și include mai multe tectrice mediale) și este mult mai pronunțată. Are și a doua dungă alară vagă alb-gălbuie pe tectricele supraalare mijlocii. Părțile superioare puțin mai întunecate și mai verzui. Părțile inferioare mai albe. Laturile capului și ale gâtului au adesea o nuanță gălbuie.
Pitulice de ienupăr (Phylloscopus nitidus) (cuibărește în nordul Turciei, Caucaz, Asia Centrală până în nord-estul Iranului) are o înfățișare asemănătoare cu subspecia Phylloscopus trochiloides plumbeitarsus, dar părțile superioare sunt verzi mai strălucitoare, părțile inferioare palide, galben-lămâi. Sprânceana și laturile capului și ale gâtului sunt galben-lămâi. Dunga alară de pe tectricele supraalare mari are o lățime de 1-2 mm, și este mai puțin proeminentă decât cea de la Phylloscopus trochiloides plumbeitarsus, a doua dungă alară este prezentă pe tectricele supraalare mijlocii, dar vagă, abia vizibilă.

## Vocea

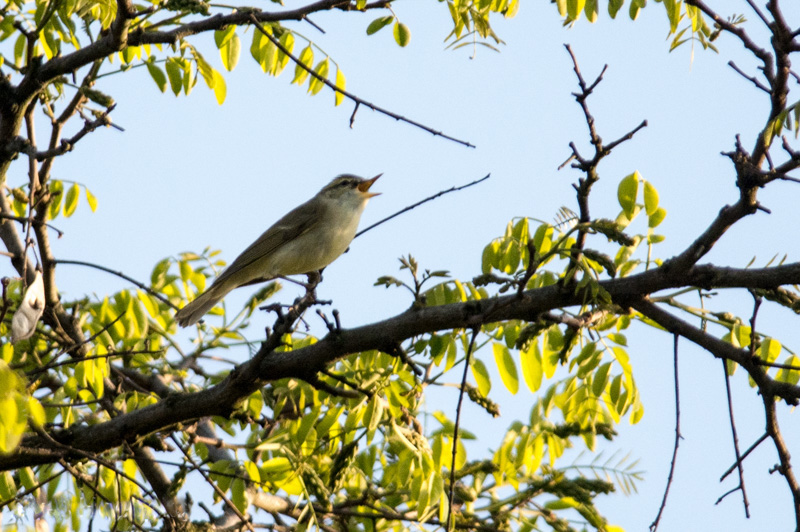
Pitulicea verzuie cântând într-un copac

Strigătul de chemare al subspeciei viridanus, adesea emis când se hrănește sau între cântece, este strident, puternic și auzit de departe, ușor disilabic, sacadat, și constă dint-un "cii-uii", mai rar "tiss-iip" și "tsrii-uii", modulația celei de-a doua silabe este de obicei, dar nu întotdeauna, ascendentă. După unii autori  strigătul de chemare este un "cirii", "cit-uii", după alții un "t'slii" (sau "ce'uiist" sau "uizip"). Strigătul de chemare este întrucâtva asemănător cu strigătul codobaturii albe (Motacilla alba). Poate fi confundat cu strigătul pitulicii de Himalaia (Phylloscopus humei), care se găsește adesea în același habitat și în același areal, dar strigătul pitulicii verzui este mai domol, mai ascuțit și mai accentuat, la pitulicea de Himalaia este puțin mai domol și mai variabil și seamănă foarte puțin cu cel al codobaturii albe. Pe lângă acest strigăt de chemare emite și un fluierat scurt și strident sau o notă "psliiu" accentuată, asemănătoare cu strigătul emis în zbor de codobatura galbenă (Motacilla flava).  Strigătul de alarmă este un "si-ciuii" ascuțit și un "ti-ti-ti" sau "tsit tsit" persistent.
Strigătul de chemare al subspeciei nominate (Phylloscopus trochiloides trochiloides), emis pe tot parcursul anului, este un "cii-uii", "ci-vii", "ciss-iip", "cis-uiit" sau "dscii-uist", disilabic pătrunzător, strident și ascuțit, asemănător cu cel al codobaturii albe (Motacilla alba).
Cântă de pe o creangă, mutându-se dintr-un loc în altul, și în zbor, din aprilie până la începutul lui octombrie. Cântecul este scurt, de obicei, durează 2-3 secunde, dar este frecvent repetat. Femela interpretează o versiune mai slabă a cântecului masculului în timpul sezonului de cuibărit. În Europa (subspecia viridanus), cântecul începe cu strigătul de chemare "cis-uii", urmat de o serie rapidă și amestecată de note ciripitoare ascuțite, înalte, tremurătoare sau țiuitoare (scârțiitoare) și fraze descendente, sacadate de ex. "uiciu-cirii, uitciu, plii-țu, zilt-uii, ziit-tu…" sau "ti-psitiii psitiu-psi-ti-ti-ti-ti-si" (după unii autori  cântecul constă dintr-un "cis-uiit cis-uiit cis-uiit..." sau "ci-ci-ciuii ci-ciciuii..." sau "uiidle-uiidle-uiid-lii-tuii-tuii-tuii, trihit-trihit-tuii-tuii-tu-tu-tuii", după alții "tislii-zizi-tislii-zet-zittslii-zette-zit...tislii-zezezi-tslii-teslitt"). Cântecul întotdeauna se termină cu un tril scurt, o fioritură sau un zornăit și adesea include un semiton la jumătate.
Subspecia nominată are o compoziție mai simplă a cântecului, cu repetarea a trei sau a mai multor fraze, "cirii-cirii-cirii-cirii-cii-cii uitciu-uitciu-uitciu-uitciu", și poate emite și un strigăt "dscii-uist" sau note mai domoale "si" sau "dssi" între cântece.
Există destule variații ale cântecului, unele păsări s-au specializat într-o interpretare mai asemănătoare cu a ochiuboului (Troglodytes troglodytes), cântecul finalizându-se cu un tril intercalat sau adăugat la sfârșitul frazei.  Altele, în special cele care cuibăresc la altitudini mai mari în Asia Centrală, au un sunet deosebit în cântecul lor asemănător cu al pițigoiului de brădet (Periparus ater), constând în repetarea rapidă a unor note mai puțin clare și mai puțin scârțiitoare.
Subcântecul ciripitor și mai domol, este interpretat singur sau după cântecul obișnuit, și conține niște note înalte și triluri ciripitoare "dsrrrrrrii"; el este asemănător cu cântecele câtorva specii de silvii (Sylvia) și cu cel al rândunicii (Hirundo rustica).

## Năpârlirea
Năpârlirea postnupțială parțială  a păsărilor adulte la subspecia nominată și la majoritatea subspeciilor are loc în locurile de cuibărit înainte de migrație la sfârșitul verii (în iulie-august, uneori mai târziu), și cuprinde tectricele corpului și unele tectricele alare, rareori și unele remige terțiare mediale impare și un număr variabil de rectrice centrale ale cozii.
Năpârlirea prenupțială completă (inclusiv a aripilor și cozii) atât a păsărilor adulte cât și celor din primul an de viață are loc în cartierele de iarnă, de obicei în ianuarie-aprilie (mai), dar există unele variații, în funcție de subspecii.
Juvenilii năpârlesc parțial, ei își schimbă în iulie-septembrie tectricele corpului, uneori remigele terțiare mediale, și câteva tectrice supraalare, câteodată rectricele centrale ale cozii.

## Habitatul
Pitulicea verzuie este în principal o specie de câmpie în Europa, dar se găsește și în munții din Asia.
Cuibărește în pădurile mixte de mesteacăn (Betula) și conifere din munți și câmpii, dar și în pădurile de foioase de fag (Fagus), arțar (Acer) și tei (Tilia) amestecate cu mesteacăn și pin (Pinus); de asemenea, în parcuri, grădini, desișurile de pe malul râurilor și în pădurile din mlaștini cu sălcii (Salix) și plopi (Populus); adesea preferă pădurile deschise, marginile pădurii și crângurile cu arbori maturi. În centrul Asiei se întâlnește în pădurile mixte de brad (Abies) din taiga. În nordul arealului adesea cuibărește în pâlcuri de mesteacăn și în arbuști.
În câmpie ocupă porțiunile rarefiate sau deschise ale pădurilor de conifere, foioase sau mixte și lizierele lor, grădinile vechi părăginite și crângurile.
În munți cuibărește în pădurile montane până la limita lor superioară și în centura inferioară a pajiștilor subalpine cu tufișuri, pe alocuri cuibărește în desișurile de mesteacăn pitic și se întâlnește în diferite tufișuri de pe lângă izvoarele montane, de pe malurile râurilor de munte și din stepile alpine, se ridică în Altai până la 2000 m, în Tian-Șan cuibărește de la 1500 la 3200 m. În nord-vestul Himalaiei cuibărește până la 4500 m, mai ales în pădurile de stejar (Quercus), dar și de ienupăr (Juniperus) și în pajiștile subalpine cu mesteacan, rododendroni (Rhododendron), ienuperi pitici sau sălcii.
În perioada migrației prin landșafturi deschise uscate, pe lângă tufișuri, se întâlnește în buruieni, în desișurile de pelin și chiar în stufărișurile de pe malurilor râurilor și lacurilor.
În cartierele de iernat, se întâlnește în general la altitudini mai joase în pădurile deschise mixte, în pădurile tropicale veșnic verzi cu arbori rari din câmpii și la marginea pădurilor, în copacii și plantațiile de pe marginile drumurilor, în mărăcinișuri, la marginile terenurilor cultivate, în grădini, dar și în mangrove și crângurile de acacia din câmpii.

## Comportamentul
În sezonul de cuibărit pitulicea verzuie este întâlnită de obicei singură, în perechi sau în grupuri familiale hoinare din două sau trei păsări; în afara sezonului de cuibărit, poate fi văzută și în cârduri mixte cu alte specii mici de păsări, în special în timpul dispersării post-reproductive.
Pitulicea verzuie este o pasăre arboricolă, dar își procură hrana și în etajul inferior al vegetației. Viețuiește mai ales în coroanele copacilor și tufișurilor, aproape că nici odată nu coboară pe pământ. În pădurile din centrul Rusiei, pitulicea verzuie (subspecia viridanus) se ține mai ales în coroanele copacilor înalți din apropierea locurilor luminate cu relief neuniform, însă în munți ea este adesea văzută în copaci mici și chiar în tufișuri.
Pitulicea verzuie este o pasăre activă și vioaie. Este destul de sprintenă, asemănându-se în această privință cu pitulicea fluierătoare (Phylloscopus trochilus) și se deosebește cu mult de pitulicea mică (Phylloscopus collybita) și pitulicea cu sprânceană galbenă (Phylloscopus inornatus), care sunt mai încete. Mai tot timpul este extrem de activă și în continuă mișcare. În căutarea hranei se mișcă rapid și continuu pe ramuri, ciugulind insectele de pe frunze. Sare, se răsucește și se mișcă în zigzag prin frunziș. Se deplasează iute prin coronament sau în jurul vegetației într-o manieră agitată, grăbită. Zboară ușor, ca și pitulicea mică, de pe o creangă pe alta, ascunzându-se rapid în desișul frunzelor. Adesea fâlfâie din aripi și flutură coada când se mișcă, dar mai puțin viguros decât pitulicea mică. Din când în când planează pentru puțin timp lângă capetele ramurilor pentru a prinde insectele zburătăcite. Are o alură orizontală. Când este agitată, inclusiv în timp ce cântă are obiceiul de ași zbârli penele de pe creștet.
Datorită agerimii sale pitulicea verzuie pare a fi discretă și prudentă, dar de fapt, ca și alte pitulici, nu prea se teme de om și adesea se hrănește doar la câțiva metri de observator. Devine mai sperioasă în timpul pasajului. Poate fi descoperită după cântecul său de tonalitate înaltă, grăbit și nervos, însă adesea trece neobservată deoarece stă mult timp în frunzișul copacilor înalți.
Când cântă mascul stă nemișcat cu gâtul întins, doar din când în când își întoarce capul într-o parte, însă în pauzele dintre strofe de multe ori zboară neîncetat de pe o ramură pe alta sau dintr-un copac în altul sau se deplasează în interiorul coroanei copacului, așa că nu este ușor de găsit. Masculii încep să cânte deja în timpul migrațiilor de primăvară, iar în locurile de cuibărit cântă de la sosirea lor din cartierele de iarnă până la douăzeci iulie, când încep să năpârlească, adesea continuă să cânte chiar și atunci când aru grijă de pui. Rareori cântă și toamna. Masculii singuratici hoinari cântă toată vara, și se deplasează constant de la un loc la altul. De fapt, numai masculii cântători sunt bine vizibili, femelele sunt destul de tăinuite, zboară rapid și brusc spre sau de la cuib, se ascund iute, pe furiș, în covorul de iarbă sau în tufișurile de lângă cuib. Femelele stau tăinuite în cuib și îl părăsesc numai în ultimul moment când omul se apropie prea mult.
Pitulicea verzuie este o specie teritorială; teritoriul de cuibărit este apărat de mascul, în special prin strigăte continui și prin fâlfâitul agitat al aripilor, dar și prin urmărirea intrușilor. Mărimea teritoriului ocupat de o pereche este variabil, 0,5-2 ha, același teritoriu este frecvent ocupat și în anii următori. Și în cartierele de iarnă mascul își stabilește și își apără teritoriul de hrănire. Teritoriile de hrănire de lângă Moscova sunt mici, numai de 200-800 m2, ceea ce poate fi explicat prin felul cum pitulicea verzuie își caută hrana prin toate etajele verticale ale pădurii.

## Hrana
Se hrănește cu nevertebrate mici, mai ales cu insecte mici, în special cu efemeroptere (Ephemeroptera), libelule (Odonata) de până la 3 cm lungime, plecoptere (Plecoptera), lăcuste (Orthoptera), hemiptere (Hemiptera), neuroptere (Neuroptera), fluturi adulți și larvele lor (Lepidoptera), diptere (Diptera), simfite (Symphyta), furnici (Formicidae), albine (Apoidea), gândaci (Coleoptera), păianjeni (Araneae); de asemenea cu crustacee și moluște. Consumă și fructe de soc (Sambucus) și semințe de plante, mai ales toamna.
În Talaskii Alatau din Kazahstan, în timpul pasajului (mai, august, septembrie), în șase stomacuri ale pitulicilor verzui au fost găsite rămășițele a șapte gândaci (gărgărițe, crisomelide, stafilinide), douăsprezece heteroptere (ploșnițe pentatomide, miride, coreide), nouă omizi (inclusiv de cotar), șase albine din genul Halictus, trei purici meliferi (Psyllidae), patru furnici, câțiva păianjeni. În părțile nordice ale Kazahstanului, pitulicile verzui în pasaj consumau muște de carne (Sarcophagidae) și țânțari. Semințele de plante au fost găsite numai în stomacul unei pitulici verzui, colectate la sfârșitul lui august. Este o pasăre folositoare, deoarece consumă numeroase insecte dăunătoare silviculturii.
Puii din cuib sunt hrăniți cu insecte mici și omizi. În Zailiiskii Alatau din Kazahstan, în stomacurile puilor din cuib au fost găsite rămășițele gândacilor de scoarță (Scolytidae), muștelor bombiliide (Bombyliidae) și tegumente de omizi.
Își caută activ hrana în toate etajele vegetației, în coroanele copacilor și în tufișuri. Se deplasează continuu pe crengi, prinde insectele în frunziș și pe ramurile subțiri, flutură adesea în aer, iar în zilele însorite și senine planează și prinde insectele în zbor din aer, mai ales dipterele, zburând după ele, așa cum fac muscarii (Muscicapidae), mai rar prinde insectele pe pământ. În căutarea hranei se mișcă mai rapid și este mai mobilă decât pitulicea mică (Phylloscopus collybita) și pitulicea cu sprâncenă galbenă (Phylloscopus inornatus).

## Reproducerea
Pitulicea verzuie cuibărește din mai până la mijlocul lui august.
Masculul este primul care se întoarce la locurile de cuibărit, și prin cântec își marchează teritoriul destul de vast, ocupat an după an de el. Mai târziu sosește și femela. În timpul paradei nupțiale masculul pentru a atrage femela cântă continuu în teritoriul ales pentru cuibărit, emite strigăte de contact, bate tremurător din aripi (cu aripile lăsate în jos, coadă răsfirată în evantai) aproape de femelă, pe care o hrănește în mod ritual.
După formarea cuplului femela alege locul cuibului. Cuibul este construit de femelă, în timp ce masculul cântă fără încetare în apropiere. Cuibul este făcut aproape în întregime din bucăți de mușchi așezate necompact, fixați cu fire de iarbă și bucăți de frunze vechi din anul trecut. Interiorul cuibului este căptușit cu o cantitate mică de lână, păr de animale, mai ales de cal, pene și foarte rar numai din fire de iarbă. Stratul exterior al cuibului este întotdeauna compus din mușchi. Cuibul are de obicei o formă sferică sau elipsoidală, cu o intrare laterală în treimea superioară, dar unele cuiburi găsite în Zailiiskii Alatau în nișele de sub pietre aveau o formă atipică de cupă. Asemenea cuiburi atipice ale pitulicii verzui au fost găsite în alte părți ale arealului, ele erau construite în locuri închise.
Cuibul este amplasat în diverse locuri - direct pe pământ sau la o înălțime mică deasupra: în crăpăturile sau cavitățile malurilor abrupte, în semiscorburile copacilor, în crăpăturile din pereții vechi sau în golurile din garduri. Mai des cuibul este construit direct pe pământ printre ierburi înalte și dese sau printre urzici, uneori sub adăpostul unui mănunchi aplecat de iarbă, a unui tufiș, sub un copac căzut sau sub pietre; numai rareori, cuibul este așezat printre rădăcinile unui buștean sau copac pe un loc neted. Mai rar cuibul este amplasat la o înălțime mică deasupra pământului. Lângă Moscova a fost găsit un cuib în scorbura unui plop tremurător la o înălțime de 3 m deasupra pământului. Unele păsări își amplasează cuibul la 30-70 cm deasupra pământului, în adânciturile povârnișurilor verticale naturale sau artificiale, sau în scorbura unui trunchi putrezit de copac, sau în crăpăturile unui perete sau unui gard proptit cu pământ etc. Au fost găsite cuiburi pe pantele mai mult sau mai puțin abrupte ale defileurilor, vâlcelelor, pe malurile înclinate ale râpelor din pădure, gropilor sau șanțurilor, în colțul unei sere abandonate dintr-o grădină și în crăpăturile dintre scânduri, în prispa unei căsuțe din pădure. În Kazahstan doar 2 cuiburi au fost găsite în cavitățile pantelor (unul în peretele vertical a unei gropi, la 60 cm de la fund); celelalte 10 cuiburi găsite în Zailiiskii Alatau și Djungarskii Alatau erau așezate pe pământ: într-o moviliță de mușchi, într-o grămadă de cetină, coajă și ramuri uscate de brad, sub acoperișul unei pietre și în nișele dintre pietre. În toate cazurile cuiburile erau bine mascate, mai ales în păturilor de mușchi, unde erau vizibile doar găurile de intrare în cuib.
Dimensiunile cuibului sunt următoarele: înălțimea (de-a lungul axei verticale) 110-150 mm, lățimea (de-a lungul axelor orizontale) 70-120 mm, înălțimea interiorului cuibului 60-70 mm, diametrul interiorului cuibului 50-70 mm, diametrul intrării în cuib 35×40 mm.
Ponta în regiunile centrale a părții europene a Rusiei este depusă de la începutul lui iunie până în douăzeci iunie. În Kazahstan pitulicea verzuie depune ponta la începutul sau în prima jumătate a lui iunie. Pitulicea verzuie depune o singură pontă într-un sezon de reproducere, dar dacă este pierdută, depune altă pontă prin iulie. Ponta constă din 3-7 ouă (mai des din 5-6 ouă) pur albe, fără pete, cu o nuanță slabă roz-gălbuie căpătată de la gălbenușul translucid. Dimensiunile ouălor sunt de 14-16,5×11,5-12 mm, cu o medie de 15,11×11,75 mm. Greutatea a cinci ouă proaspete dintr-o pontă din Zailiiskii Alatau a fost de 1,22-1,27 g, în medie 1,25 g.
Incubația este asigurată numai de către femelă și durează 12-13 zile. Femela începe să clocească după depunerea ultimului sau penultimului ou.
Puii din cuib sunt hrăniți și îngrijiți de ambii părinți. Puii părăsesc cuibul după 12-14 de zile de la eclozare, posibil și după 16 zile. După părăsirea cuibului puii sunt supravegheați și hrăniți de către femelă și mascul și devin independenți după 15 zile de la părăsirea cuibului. Puii la eclozare sunt golași și orbi. În Rusia puii părăsesc cuibul prin iulie, iar în Kazahstan la mijlocul sau în a doua jumătate a lunii iulie. Spre toamnă, după ce puii au părăsit cuibul, familia începe să hoinărească.
Succesul reproductiv este bun; în studiile din Tian-Șan, din cele 288 de ouă depuse de pitulicile verzui în 64 de cuiburi, 96% au eclozat; iar în alt loc studiat din cele 70 de cuiburi, au ieșit pui capabili să zboare în 73%, iar în 20% ponta a fost pierdută datorită prădării.
Pitulicea verzuie atinge maturitatea sexuală la vârsta de un an. Longevitatea maximă înregistrată este de cel puțin 6 ani.

## Deplasări sezoniere
Pitulicea verzuie este o pasăre migratoare.
Populațiile cuibăritoare din vestul arealului (subspecia viridanus) migrează spre sud-est sau sud-sud-est către cartierele de iarnă din câmpiile Nepalului și prin subcontinentul Indian spre sud până în Kerala (unde este cea mai numeroasă pitulice) și spre est până în Bangladeș. Pleacă din nord-vestul Rusiei la sfârșitul lui iulie și începutul lui august, pasajul principal are loc prin vestul Kazahstanului în august, dar continuă în estul Kazahstanului până la mijlocul lui septembrie, când locurile de cuibărit de aici sunt părăsite;  pleacă din vestul Siberiei pe la mijlocul lui septembrie (regiunea Tomsk). Trece în pasaj din valea fluviului Obi de la sfârșitul lui iulie până la începutul lui septembrie, prin stepa Barabinsk (stepa Baraba) până în valea Irtîșului și în depresiune lacului Zaisan. Pasajul prin Tadjikistan are loc mai ales în septembrie, iar în Cașmir de la mijlocul lui august până la mijlocul lui septembrie. În nordul Pakistanului este numeroasă de la sfârșitul lui iulie până la sfârșitul lui septembrie, iar în Punjab (unde unii indivizi pot aparține subspeciei nominate trochiloides) din august până la sfârșitul lui septembrie / începutul lui octombrie. Sosește în câmpiile din India la jumătatea lui august, dar pasajul principal în nordul Indiei are loc în primele două săptămâni a lui septembrie. Subspecia viridanus este prezentă în cartierele de iarnă până la mijlocul lui aprilie.
În pasajul de primăvară trece prin sudul Indiei în martie și prin Punjab de la mijlocul lui martie până la sfârșitul lui mai, prin nordul Pakistanului de la începutul lui aprilie până la sfârșitul lui mai, în nord-estul Afganistanului de la sfârșitul lui aprilie până la sfârșitul lui mai (sau în număr mic la  începutul lui iunie). Sosește în locurile de cuibărit din Zailiiskii Alatau (din Tian-Șan) la jumătatea lui aprilie, dar pasajul continuă pe tot parcursul lunii mai și ajunge în vestul Siberiei în a doua jumătate a lui mai și în centrul Siberiei la sfârșitul lui mai / începutul lui iunie. Pasajul de primăvară al pitulicii verzui din nordul regiunii Caspice are loc mai târziu decât cel al pitulicii fluierătoare (Phylloscopus trochilus), pitulicii mici (Phylloscopus collybita) și pitulicii sfârâitoare (Phylloscopus sibilatrix), cu o medie a datei sosirii în jurul zilei de 23 mai. Sosește în nord-estul Ucrainei în a doua săptămână a lui mai, în Estonia și Suedia la sfârșitul lunii mai. În număr mic apare accidental, dar regulat, la vest de arealul de cuibărit, în Europa, în Norvegia, Marea Britanie și Irlanda, spre sud până în Spania, Austria, România și Cipru.
Subspeciile sudice ale pitulicii verzui sunt de asemenea migratoare. În India, subspecia ludlowi trece în pasaj prin Uttar Pradesh de la mijlocul lui septembrie până la începutul lui octombrie, dar sosește în Andhra Pradesh de la sfârșitul lui august până la sfârșitul lui octombrie. Pleacă din cartierele de iarnă la sfârșitul lui aprilie și începutul lui mai, trecând în pasajul de primăvară prin nord-estul Afganistanului începând cu mijlocul lui mai.
Subspecia nominată trochiloides este un migrant altitudinal sau pe distanțe scurte care migrează din estul Himalaiei spre est prin Bangladeș, insulele Andaman și Myanmar până în sudul Chinei (provincia Yunnan) și nordul Indochinei, cu apariții accidentale înregistrate în Sri Lanka; în pasajul de toamnă este observată din septembrie până la sfârșitul lui octombrie, iar primele păsări sosesc în sudul Myanmarului la mijlocul lui septembrie. Pasajul de întoarcere spre locurile de cuibărit are loc în aprilie și mai, dar este prezentă în cartierele de iernat până la jumătatea lunii mai.

## Statutul și conservarea
Specia nu este amenințată cu dispariția la nivel global (LC după criteriile IUCN).
Pitulicea verzuie este comună și larg răspândită în cea mai mare parte a arealului. În Europa, populația cuibăritoare (subspecia viridanus) este estimată la 14.000.000-18.500.000 perechi, ceea ce echivalează cu 28.000.000-37.000.000 de indivizi adulți, din care 14.000.000-18.500.000 de perechi în Rusia, 3.800-65.000 în Finlanda, 10.000-15.000 în Estonia, 2.500-5.000 în Lituania, 2.000-3.000 în Bielorusia.
De la începutul anilor 1900, subspecia viridanus și-a extins arealul spre nord și vest în Rusia și în regiunea baltică și, din anii 1970, și-a extins arealul spre sud-centrul Germaniei (Bavaria), Republica Cehă și Polonia; în 2003 a cuibărit pentru prima dată în Olanda. Cauzele expansiunii sunt neclare, dar sunt legate de maximul populațional, de temperaturile crescute de vară și de masele de aer cald îndelungate din timpul primăverii. Cuibărirea în zone noi este adesea precedată de apariția regulată a masculilor cântători la sfârșitul primăverii în locurile potrivite, dar excesul de masculi cântători singuratici este caracteristic pentru întregul areal.
Populația se pare că este în creștere datorită expansiunii continue a arealului spre vest. Se estimează că populația europeană este stabilă.
Populația europeană estimată de perechi cuibăritoare.
| Țara           | Populația estimată (perechi cuibăritoare) | Anul estimării |
| -------------- | ----------------------------------------- | -------------- |
| Bielorusia     | 2.000-3.000                               | 2001-2012      |
| Republica Cehă | 0-5                                       | 2012           |
| Estonia        | 10.000-15.000                             | 2008-2012      |
| Finlanda       | 3.800-65.000                              | 2006-2012      |
| Germania       | 2-10                                      | 2005-2009      |
| Letonia        | 201-483                                   | 2000-2004      |
| Lituania       | 2.500-5.000                               | 2008-2012      |
| Polonia        | 10-60                                     | 2008-2012      |
| Rusia          | 14.000.000-18.500.000                     | 2000-2008      |
| Slovacia       | 10-100                                    | 2002           |
| Suedia         | 60-360                                    | 2008-2012      |
| Ucraina        | 40-70                                     | 2000           |
| Total          | 14.018.623-18.589.088                     | -              |